# Spinning World
「Spinning World」（スピニング・ワールド）は、アメリカ合衆国ワシントンD.C.出身の歌手、ダイアナ・ガーネットのメジャー1枚目となるオリジナルシングル（通算2枚目シングル）。2015年2月11日にソニー・ミュージックレコーズから発売。

## 概要
前作「また君に恋してる」から約1年4ヶ月でのリリースで、ダイアナ・ガーネット初のアニメタイアップシングル。
CDは、通常盤(SRCL 8681)、期間生産限定盤（アニメ盤）(SRCL 8679-80)の2種類。期間生産限定盤（アニメ盤）は収録曲、DVDの収録内容が他と異なる仕様。

## タイアップ
- 表題曲は、テレビ東京系アニメ『NARUTO-ナルト-疾風伝』の第32期エンディングテーマ。
- 2015年2月2日放送の『アニメマシテ』（テレビ東京）および、同年2月20日放送の『特捜警察ジャンポリス』（テレビ東京）に出演して、同年4月13日放送の『プレミアMelodiX!』（テレビ東京）で生披露された。
- 2015年2月4日に先行デジタルシングルリリース。
- 2015年2月11日、発売にあたり、ミュージックビデオは「YouTube」にて特番が放送された。ミュージックビデオには、ダイアナが学校の英語先生、蜜蜜にくノ一の生活をする。

## 収録曲
全曲、作曲・編曲:井上ジョー

### 通常盤
1. Spinning World [3:53]
  - テレビ東京系アニメ『NARUTO-ナルト-疾風伝』第32期エンディングテーマ[2]
2. DIANA ANTHEM [3:00]
3. 雑煮GLORY [3:51]
4. Spinning World (Instrumental) [3:53]

### 期間生産限定盤/アニメ盤
1. Spinning World [3:53]
2. DIANA ANTHEM [3:00]
3. 雑煮GLORY [3:51]
4. Spinning World (Anime Ver) [1:42]
5. Spinning World (Instrumental) [3:53]

## 参加アーティスト
- ダイアナ・ガーネット - ボーカル
- 井上ジョー - 全歌詞・全作曲・全編曲

## 初回版DVD

### 期間生産限定盤/アニメ盤
1. Spinning World（Music Video）
  - ミュージック・ビデオの監督は井上ジョーが担当者。内容は、アメリカン・コミックス風アクションラブストーリーでダイアナ先生は事故受けやすい生徒の一日の生活を見守って、忍者の技術で助ける。

## 収録アルバム
- V.A.『NARUTO THE BEST』[3]